# Baltimore Open 1972 - Singolare
Il singolare del torneo di tennis Baltimore Open 1972, facente parte della categoria Grand Prix, ha avuto come vincitore Ilie Năstase che ha battuto in finale Jimmy Connors 1-6, 6-4, 7-6.

## Tabellone

### Legenda
| - Q = Qualificato - WC = Wild card - LL = Lucky loser | - ALT = Alternate - SE = Special Exempt - PR = Protected Ranking | - w/o = Walkover - r = Ritirato - d = Squalificato |

|  | Primo turno     | Primo turno     | Primo turno     | Primo turno | Primo turno |  |  | Quarti di finale | Quarti di finale | Quarti di finale | Quarti di finale | Quarti di finale |   |   | Finale        | Finale        | Finale | Finale | Finale |  |
|  |                 |                 |                 |             |             |  |  |                  |                  |                  |                  |                  |   |   |               |               |        |        |        |  |
|  | Clark Graebner  | Clark Graebner  | Clark Graebner  | 7           | 6           |  |  |                  |                  |                  |                  |                  |   |   |               |               |        |        |        |  |
|  | Jaime Fillol    | Jaime Fillol    | Jaime Fillol    | 5           | 1           |  |  | Clark Graebner   | Clark Graebner   | Clark Graebner   | 2                | 5                |   |   |               |               |        |        |        |  |
|  | Jimmy Connors   | Jimmy Connors   | 6               | 6           | 6           |  |  | Jimmy Connors    | Jimmy Connors    | Jimmy Connors    | 6                | 7                |   |   |               |               |        |        |        |  |
|  | Ion Țiriac      | Ion Țiriac      | 2               | 7           | 2           |  |  |                  |                  |                  |                  |                  |   |   | Jimmy Connors | Jimmy Connors | 6      | 4      | 6      |  |
|  | Pierre Barthes  | Pierre Barthes  | Pierre Barthes  | 6           | 6           |  |  |                  |                  | Ilie Năstase     | Ilie Năstase     | 1                | 6 | 7 |               |               |        |        |        |  |
|  | Frank Froehling | Frank Froehling | Frank Froehling | 4           | 4           |  |  | Pierre Barthes   | Pierre Barthes   | Pierre Barthes   | 3                | 2                |   |   |               |               |        |        |        |  |
|  | Ilie Năstase    | Ilie Năstase    | Ilie Năstase    | 6           | 6           |  |  | Ilie Năstase     | Ilie Năstase     | Ilie Năstase     | 6                | 6                |   |   |               |               |        |        |        |  |
|  | Haroon Rahim    | Haroon Rahim    | Haroon Rahim    | 2           | 1           |  |  |                  |                  |                  |                  |                  |   |   |               |               |        |        |        |  |